# Stüssgen

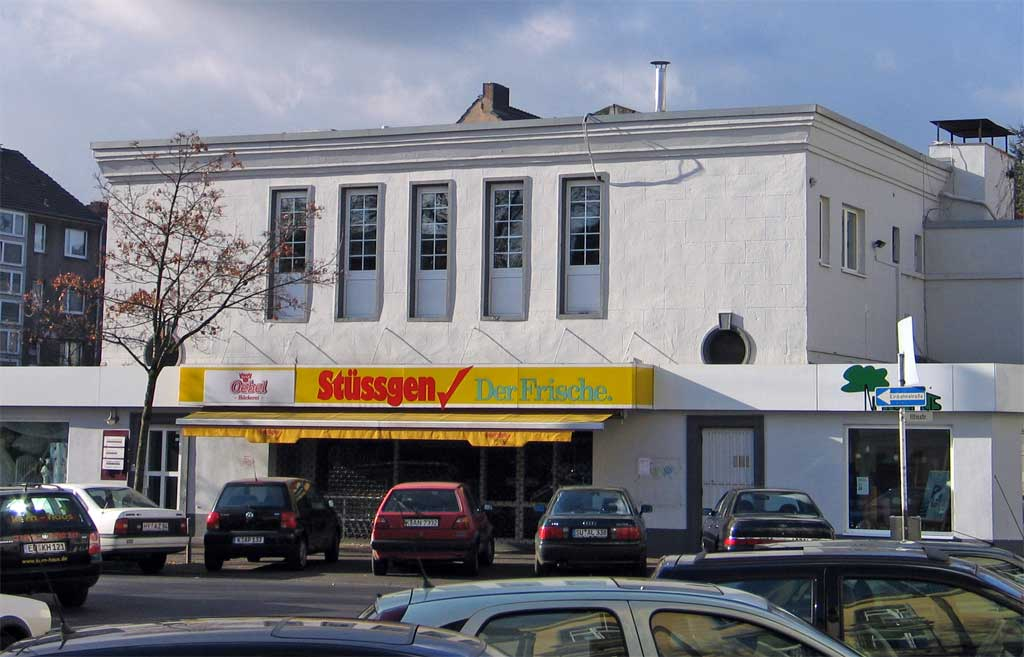
Eine der damals letzten Stüssgen-Filialen Mitte 2006 am Lenauplatz in Köln-Neuehrenfeld. Das Gebäude war ursprünglich ein Kino.

Stüssgen war eine Supermarktkette im Rheinland. Sie wurde in den 1980er Jahren von der Rewe Group übernommen und schließlich bis 2006 in die Marke Rewe integriert.

## Geschichte
Der Name der Kette geht auf den Lebensmittelkaufmann Cornelius Stüssgen (1877–1956) zurück. Dieser gründete 1897 auf der Venloer Straße in Köln-Ehrenfeld die Kölner Konsumanstalt, welche zunächst nur aus einem 40 Quadratmeter großen Laden bestand. Für damalige und selbst für heutige Verhältnisse bot der Laden einige Besonderheiten. Vor allem die Öffnungszeiten waren ungewöhnlich, so hatte der Laden von 4 Uhr morgens bis 23 Uhr abends geöffnet – auch an Sonn- und Feiertagen.
Stüssgen eröffnete später weitere Filialen im Rheinland: 1904 besaß er unter der Bezeichnung Rheinisches Kaufhaus für Lebensmittel 12 Läden, 1933 bereits 145. Nach dem Zweiten Weltkrieg baute er die zerstörten Läden wieder auf und führte die Selbstbedienung ein. In diesem Zusammenhang gilt er als der Erfinder der vorverpackten Lebensmittel, die bis dahin individuell aus Säcken, Kisten oder Fässern abgezählt und -gewogen wurden. Auch die Eigenmarke soll auf Cornelius Stüssgen zurückzuführen sein, der Produkte des Hauses mit der Aufschrift „Cornelia“ versehen ließ.
1984 übernahm Rewe etwas mehr als die Hälfte der Stüssgen-Filialen, 1989 schließlich den Rest. Der neue Slogan lautete „Stüssgen. Der Frische.“
Über die Tochtergesellschaft Inter-Kaufpark-Handels GmbH betrieb Stüssgen eigene Verbrauchermärkte, SB-Warenhäuser und Baumärkte unter dem Namen Jumbo. Die Märkte wurden auf Toom Markt bzw. Toom Baumarkt umgeflaggt. Die Toom-Märkte flaggen inzwischen als Rewe Center.
2005 wurden die meisten Stüssgen-Filialen auf das Minimal-Konzept umgestellt und dabei modernisiert. Danach gab es Stüssgen-Märkte nur noch in wenigen Kölner und Bonner Stadtteilen.
Im Rahmen der neuen strategischen Ausrichtung der Rewe Group wurden die letzten verbliebenen Stüssgen-Filialen gemeinsam mit den Minimal-Filialen am 25. September 2006 zu Rewe-Filialen. Die Existenz von Stüssgen wurde mit diesem Tag beendet.